# آيب واديغتون
آيب واديغتون (بالإنجليزية: Abe Waddington)‏ (و. 1893 – 1959 م) هو لاعب كريكت، ولاعب كرة قدم من المملكة المتحدة، والمملكة المتحدة لبريطانيا العظمى وأيرلندا، ولد في Clayton, West Yorkshire ‏، مركز لعبه هو حارس مرمى، توفي في سكاربورو (شمال يوركشاير)، عن عمر يناهز 66 عاماً.